# Norge, Virginia
Norge är ett kommunfritt område i James City County, Virginia, USA.

## Historia
Samhället bildades formellt 1904 i västra James City County av norskamerikaner och andra skandinaver. Platsen namngavs efter Norge. 